# آنری (دوک)
آنری (متولد ۱۶ آوریل ۱۹۵۵) دوک کنونی لوکزامبورگ است. او پسرعمه فیلیپ پادشاه بلژیک است.